# St. Louis Rams 1996
La stagione 1996 dei St. Louis Rams è stata la 59ª della franchigia nella National Football League e la seconda a St. Louis, Missouri  Il punto più alto della stagione fu la vittoria per 59–16 sugli Atlanta Falcons nella settimana 11, il massimo segnato da tutte le squadre della NFL dal 1989, quando i Cincinnati Bengals segnarono 61 punti. La safety Keith Lyle guidò la lega con 9 intercetti. Tuttavia, i Rams conclusero con un record di 6–10 e il capo-allenatore Rich Brooks fu licenziato.

## Roster
| Roster dei St. Louis Rams nel 1996 |
| --- |
| Quarterback - 12 Tony Banks - 10 Jamie Martin - 11 Mark Rypien - 4 Steve Walsh Running Back - 36 Marcus Holliday - 44 Jerald Moore - 21 Lawrence Phillips - 28 Greg Robinson Wide Receiver - 80 Isaac Bruce - 88 Eddie Kennison - 82 Jermaine Ross - 87 J.T. Thomas Tight End - 81 Hayward Clay - 45 Ernie Conwell - 86 Aaron Laing Offensive Linemen - 71 Chuck Belin G - 61 Bern Brostek C - 70 Wayne Gandy T - 60 Mike Gruttadauria C - 73 Fred Miller T - 73 Zach Wiegert G Defensive Linemen - 93 Kevin Carter DE - 75 D'Marco Farr DT - 98 Jimmie Jones DT - 65 Jon Kirksey DT - 91 Leslie O'Neal DE Linebacker - 53 Cedric Figaro - 57 Thomas Homco - 51 Carlos Jenkins - 55 Robert Jones - 58 Roman Phifer Defensive Back - 24 Herman O'Berry - 39 Jeremy Lincoln CB - 41 Todd Lyght CB - 35 Keith Lyle FS/SS - 23 Gerald McBurrows FS - 22 Mike Scurlock - 32 Toby Wright Special Team - 6 Carlos Huerta K - 5 Sean Landeta P - 8 Chip Lohmiller K                              |
| Legenda - I rookie sono in corsivo. - Il primo ruolo è il principale mentre gli eventuali successivi indicano i ruoli secondari. - (IR) sta per Injured Reserve ed indica la lista ristretta per un solo giocatore infortunato che può tornare ad allenarsi dopo la settimana 6 e a rientrare in prima squadra dopo che questa ha giocato 8 partite. - (NF-Inj.) / (NF-Ill.) stanno rispettivamente per Non-Football Injured e Non-Football Illness ed indicano le liste dove viene inserito un giocatore che ha un infortunio o una malattia non dipendente dal football americano. - (PUP) sta per Physically Unable to Perform ed indica la lista dove viene inserito un giocatore mentre è in attesa di recuperare la condizione fisica. Nella stagione regolare dopo la sesta partita giocata dalla propria squadra, il giocatore ha tempo tre settimane per riprendere ad allenarsi, più tre settimane aggiuntive dal suo rientro agli allenamenti per rientrare in prima squadra. |

Fonte:

## Calendario
| Stagione regolare |                        |                    |                    |
| Turno             | Avversario             | Risultato          | TV                 |
| 1                 | Cincinnati Bengals     | V 26–16            | NBC                |
| 2                 | at San Francisco 49ers | S 34–0             | FOX                |
| 3                 | Settimana di pausa     | Settimana di pausa | Settimana di pausa |
| 4                 | Washington Redskins    | S 17–10            | FOX                |
| 5                 | at Arizona Cardinals   | S 31–28            | FOX                |
| 6                 | San Francisco 49ers    | S 28–11            | FOX                |
| 7                 | at Carolina Panthers   | S 45–13            | FOX                |
| 8                 | Jacksonville Jaguars   | V 17–14            | NBC                |
| 9                 | at Baltimore Ravens    | S 37–31            | FOX                |
| 10                | at Pittsburgh Steelers | S 42–6             | FOX                |
| 11                | Atlanta Falcons        | V 59–16            | FOX                |
| 12                | Carolina Panthers      | S 20–10            | FOX                |
| 13                | Green Bay Packers      | S 24–9             | ESPN               |
| 14                | at New Orleans Saints  | V 26–10            | FOX                |
| 15                | at Chicago Bears       | S 35–9             | FOX                |
| 16                | at Atlanta Falcons     | V 34–27            | FOX                |
| 17                | New Orleans Saints     | V 14–13            | FOX                |

## Classifiche
| NFC West                |    |    |   |      |     |     |     |
|                         | V  | S  | P | %    | PF  | PS  | STR |
| (2) Carolina Panthers   | 12 | 4  | 0 | .750 | 367 | 218 | V7  |
| (4) San Francisco 49ers | 12 | 4  | 0 | .750 | 398 | 257 | V2  |
| St. Louis Rams          | 6  | 10 | 0 | .375 | 303 | 409 | V2  |
| Atlanta Falcons         | 3  | 13 | 0 | .188 | 309 | 461 | S2  |
| New Orleans Saints      | 3  | 13 | 0 | .188 | 229 | 339 | S1  |